# Ron Blake
Ron Blake (* 7. September 1965 in Saint Thomas) ist ein amerikanischer Jazzmusiker (Saxophone, Komposition).

## Leben und Wirken
Blake lernte zunächst Gitarre; die Musik von Cannonball Adderley und John Coltrane brachte ihn als Schüler mit zehn Jahren zum Tenor- und Sopransaxophon, aber erst unter dem Eindruck der Musik von Gary Bartz kam er in den späten 1980er Jahren zum Jazz. Er nahm zwischen 1979 und 1981 am National Music Camp teil und besuchte die Interlochen Arts Academy 1980–1982, um dann an der Northwestern University zu studieren.
Blake arbeitete mit Bobby Broom, Roland Hanna, Bobby Hutcherson, der Clark Terry/Louie Bellson Big Band und Nancy Wilson. Zunächst lehrte er als Assistant Professor im Jazzstudiengesang der University of South Florida, bevor er 1992 nach New York zog. Dort wurde er für fünf Jahre Mitglied der Band von Roy Hargrove, mit dem er mehrfach in Japan tourte, um dann mehrere Jahre in Art Farmers Gruppe zu wirken. Dann spielte er in der Band der Fernsehshow Saturday Night Live. Auch gehört er zur 21st Century Band von Dion Parson und der Bigband von Christian McBride, mit der er einen Grammy erhielt. Zwischen 1993 und 2016 war er an 86 Aufnahmen im Bereich des Jazz beteiligt, so auch für Gerald Wilson und Kip Hanrahan; er war aber auch als Studiomusiker für Yerba Buena, Ry Cooder, Ziggy Marley und David Byrne tätig. 2019 gehörte er zum Lucas Pino Nonet. Zu hören ist er u. a. auch auf Geoffrey Keezers Album Playdate und The Charles Mingus Centennial Sessions der Mingus Big Band (2022).
Seine Kompositionen wie Of Kindred Souls werden von Roy Hargrove ebenso wie von Regina Carter interpretiert. Er lehrt als Professor an der Juilliard School.

## Diskographische Hinweise
- Ron Blake Quartet Up Front and Personal (Tahmun, 2000, mit Johnny Griffin)
- Lest We Forget (Mack Avenue, 2003)
- Sonic Tonic (Mack Avenue, 2005)
- Shayari (Mack Avenue, 2008)
- Mistaken Identity (7ten33, 2023, mit Bobby Broom, Nat Reeves bzw. Reuben Rogers, Kobbie Watkins)